# عسل المانوكا

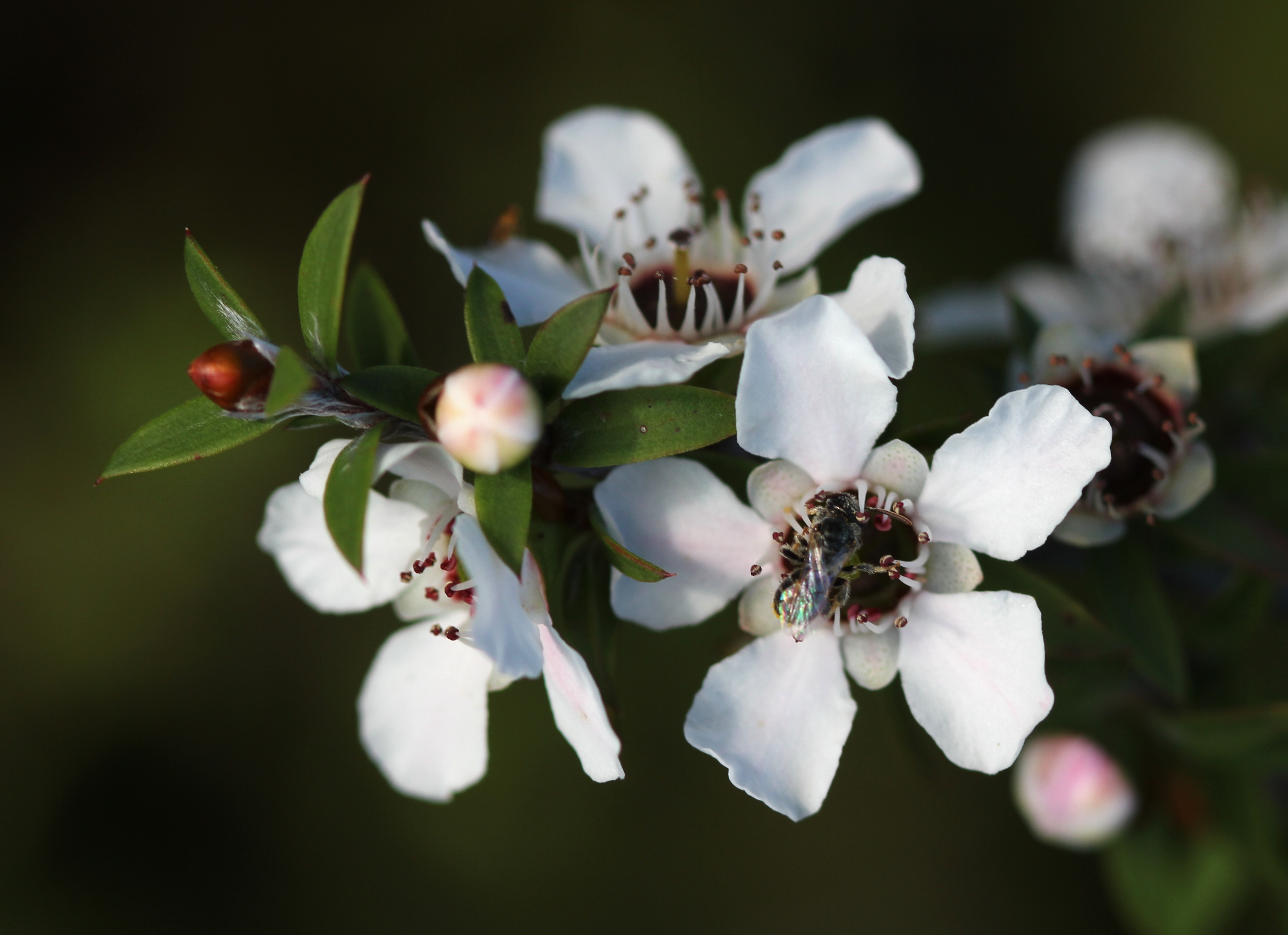
نحلة تزور زهرة المانوكا (Leptospermum scoparium)

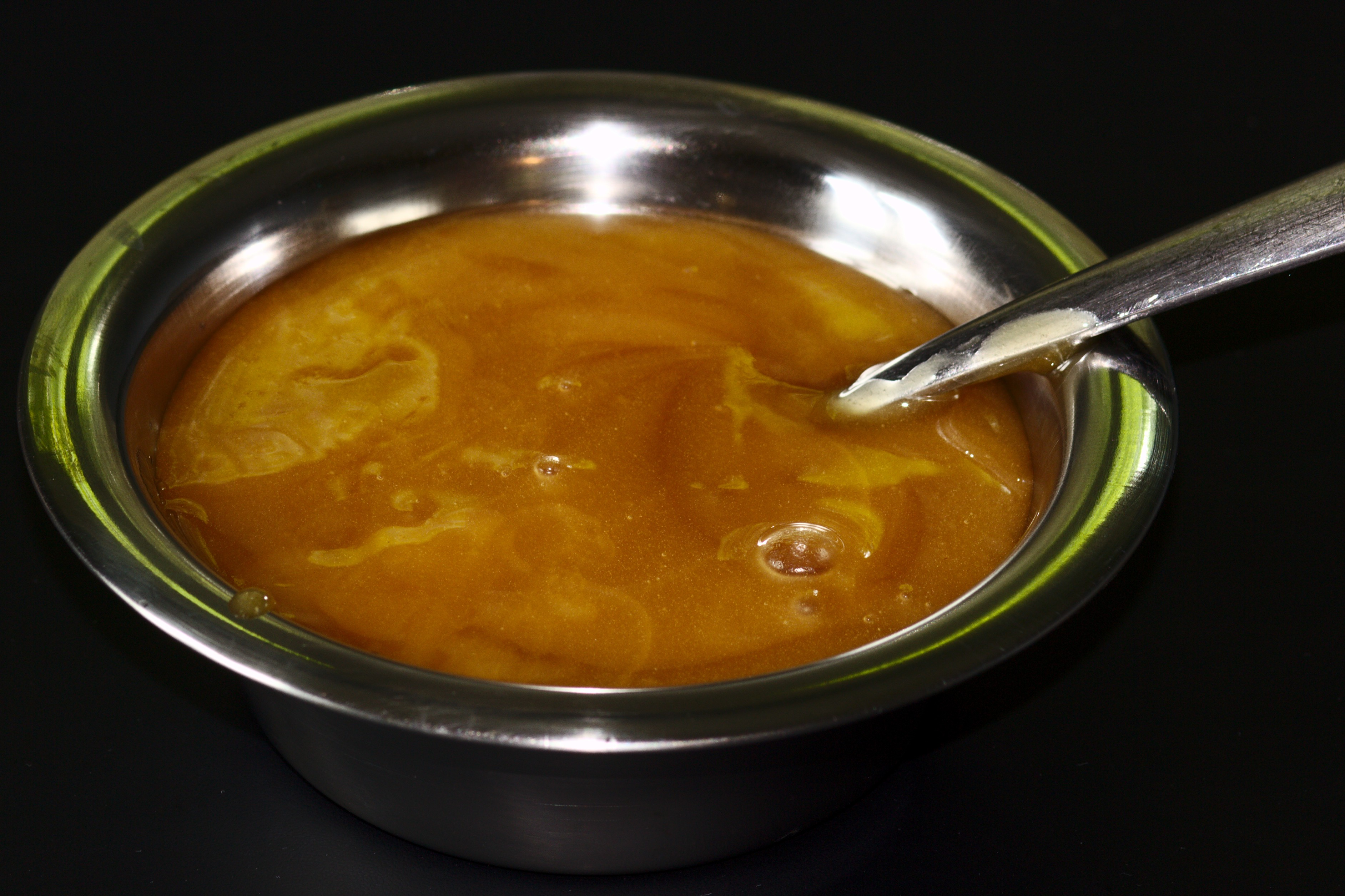
صحن عسل المانوكا

عسل المانوكا أو المَنُوكَة (بالإنجليزية: Mānuka honey)‏ هو عسل منتج في نيوزيلندا وأستراليا، يحتوي على خصائص مضادة للبكتيريا، ويتكون بواسطة النحل الأوربي من نوع نحل العسل الغربي الذي يتغذى على زهور  شجرة الشاي (Leptospermum scoparium) في نيوزيلندا وأستراليا، ويتميز العسل بنكهة خاصة فيه، كما أنه أكثر قتامة وأكثر ثراء من أنواع العسل الأخرى.ومنذ عام 2004، رخصت الخدمات الصحية الوطنية في بريطانيا استخدام عسل المانوكا لتضميد الجروح وتعقيمها بالكريمات الطبية لعسل المانوكا.

## قوة الشفاء من عسل مانوكا النيوزلندي
- قد استخدم العسل منذ العصور القديمة لعلاج أمراض متعددة، حتى اكتشف الباحثون أنه يحتوي على الصفات الطبيعية المضادة للبكتيريا.
- العسل يحمي من الأضرار التي تسببها البكتيريا.
- يحفز إنتاج خلايا خاصة والتي يمكن أن تصلح الأنسجة التالفة عن طريق العدوى.
- يحتوي على المواد المضادة للالتهابات التي يمكن أن تقلل  الألم والإلتهاب بسرعة.
- نوعية العسل كمضاد للجراثيم يعتمد على نوع العسل وكذلك متى وكيف أُنتج، حيث أن بعض أنواع العسل قد تكون أقوى بمئة مرة من غيرها

## المواد الفعالة في عسل مانوكا النيوزلندي
- بيروكسيد الهيدروجين والذي يعطي معظم الأعسال جودة المضادات الحيوية،
- مادة (methylglyoxal) ويرمز لها بالرمز (MG)، وهي مادة عضوية تحتوي مجموعتي كربونيل، ولها خصائص هامة بما فيها قدرتها القوية على قتل بعض أنواع الجراثيم. وهي المادة الفعالة الأكثر تأثيرا في عسل المانوكا، الذي يُصنف في قوته حسب تركيز ال (MG) الذي يحتويه، والذي يكون مكتوبا على علبة العسل، وكلما زاد تركيز هذه المادة، زادت فعالية العسل المضادة للجراثيم، وزاد ثمنه أيضاً.[1]

## دواعي استعمال عسل مانوكا النيوزلندي
بشكل عام له جميع الخواص العلاجية الموجودة في الأعسال، ولكنه يتميز  بعلاج مشاكل الجهاز الهضمي، وهي ما اشتهر العسل في علاجها، وخاصة علاج جرثومة المعدة والقرحة ولكن لا يوجد أدلة طبية تؤيد هذا الادعاء، خاصة لموضوع القرحة.

## الآثار الجانبية المحتملة للعسل مانوكا النيوزلندي
- رد الفعل التحسسي، وخاصة لدى الأشخاص الذين لديهم حساسية من عسل النحل، وهو نادر الحدوث جدا جدا.
- خطر حدوث ارتفاع في نسبة السكر في الدم
- تفاعل ممكن مع بعض أنواع العلاج الكيميائي (الادوية).

## غش عسل مانوكا
كشفت دراسة، كلفت بها صحيفة الصنداي تايمز البريطانية شركة اختبارات علمية، أن أغلب أنواع عسل النحل الفاخرة التي تباع بأكثر من خمسة أضعاف سعر العسل العادي ليست كما يشاع عنها وأنها لا تعدو كونها «عسل نحل» مثل أي عسل آخر. وأظهرت الدراسة أن كثيرا من العسل الذي يباع في محلات شهيرة وعليه ملصق «عسل مانوكا» لا يحتوي على المكونات المميزة لذلك النوع النيوزيلندي من العسل، إذ تنتج نيوزيلاندا من «عسل مانوكا» ما لايزيد عن 1700 طن سنويا، بينما يباع في العالم أكثر من 10 آلاف طن من ذلك العسل سنويا.

## طرق تمييز العسل الأصلي
تعرف أن العسل أصلي وطبيعي عن طريق عدد من الخطوات والإرشادات الموضوعة بدقة من قبل الخبراء في صناعة عسل المانوكا بنيوزيلندا، والذي عادة ما تكون مواصفاته مدونة على العبوة التسويقية له. وللتأكد من عدم غش عسل المانوكا، عليك ملاحظة تلك النقاط، وهي:

### وجود شعار منظمة UMF النيوزيلاندية على عبوة العسل
والتي تأكد أصليته لقواعدها في استخراج العسل الطبيعي من الأزهار البرية. وخلو العسل من المركبات الكيميائية، التي تقلل من خصائصه العلاجية. كما يتم تصنيفه بناءًا على درجة نقائه ليتراوح بين UMF+5 وحتى UMF+25.

### رقم إصدار تصريح الرقابة والجودة
المتمثل في رقم تسلسلي، يشير إلى تقييم جودة العسل، ومروره للفحص المختبري، بالإضافة إلى نسبة MGO الذي يحتوي عليه. ويجب أن يتطابق هذا الرقم مع نظيره مع بيانات شهادة الفحص المخبري على موقع المنظمة.

### التأكد من كود المنتج
عن طريق الباركود المدون خلف عبوة العسل، يساعدك على الولوج إلى الصفحة الرسمية للمنظمة، والتأكد من صحة البيانات المذكورة. عسل المانوكا الأصلي يختلف كثيرًا عن العسل المغشوش، فهو ذو قوام سميك داكن اللون قليلًا، وله رائحة عطرية تميزه عن غيره من الأنواع.
إذا قمت بتطبيق تلك الإرشادات، وتأكدت من صحة البيانات، فهذا يعني أنك قمت بشراء عسل مانوكا أصلي، ولم تتعرض للغش.